# فرودگاه استنلی
فرودگاه استنلی (به انگلیسی: Stanley Airport) یک فرودگاه همگانی است که یک باند فرود چمن دارد و طول باند آن ۵۸۰ متر است. این فرودگاه در کشور کانادا قرار دارد و در ارتفاع ۲۹ متری از سطح دریا واقع شده است.